# Гуаранда (Колумбия)
Гуаранда (исп. Guaranda) — город и муниципалитет на севере Колумбии, на территории департамента Сукре. Входит в состав субрегиона Ла-Мохана.

## История
Поселение, из которого позднее вырос город, было основано в 1872 году. Муниципалитет Гуаранда был выделен в отдельную административную единицу в 1984 году.

## Географическое положение
Город расположен в юго-восточной части департамента, в пределах Прикарибской низменности, на левом берегу реки Каука, на расстоянии приблизительно 129 километров к юго-востоку от города Синселехо, административного центра департамента. Абсолютная высота — 23 метра над уровнем моря.
Муниципалитет Гуаранда граничит на севере с территорией муниципалитета Махагуаль, на востоке и юге — с территорией департамента Боливар, на западе — с территорией департамента Кордова. Площадь муниципалитета составляет 370,3 км².

## Население
По данным Национального административного департамента статистики Колумбии, совокупная численность населения города и муниципалитета в 2015 году составляла 17 422 человека.
Динамика численности населения муниципалитета по годам:
| 2005   | 2006   | 2007   | 2008   | 2009   | 2010   | 2011   | 2012   | 2013   | 2014   | 2015   |
| ------ | ------ | ------ | ------ | ------ | ------ | ------ | ------ | ------ | ------ | ------ |
| 15 498 | 15 679 | 15 861 | 16 039 | 16 215 | 16 396 | 16 587 | 16 786 | 16 989 | 17 201 | 17 422 |

Согласно данным переписи 2005 года мужчины составляли 53,4 % от населения Гуаранды, женщины — соответственно 46,6 %. В расовом отношении белые и метисы составляли 99,2 % от населения города; негры, мулаты и райсальцы — 0,8 %.
Уровень грамотности среди всего населения составлял 81 %.

## Экономика
48,2 % от общего числа городских и муниципальных предприятий составляют предприятия торговой сферы, 36,6 % — предприятия сферы обслуживания, 15,2 % — промышленные предприятия.